# Chloroclystis diaboeta
Pasiphilodes diaboeta là một loài bướm đêm trong họ Geometridae.